# Guns Up (película)
Guns Up es una película estadounidense de comedia y acción de 2025 dirigida por Edward Drake y protagonizada por Kevin James y Christina Ricci junto a Maximilian Osinski, Luis Guzmán y Melissa Leo. La película sigue a Ray Hayes (James), un expolicía convertido en secuaz de la mafia que debe proteger a su familia después de que su último trabajo sale mal.
Guns Up fue lanzado en Estados Unidos por Vertical el 18 de julio de 2025.

## Reparto
- Kevin James como Ray Hayes
- Christina Ricci como Alice Hayes
- Maximilian Osinski como Antonio Castigan
- Luis Guzmán como Ignatius Locke
- Melissa Leo como Michael Temple
- Leo Easton Kelly como Henry Hayes
- Keana Marie como Siohbán Hayes
- Timothy V. Murphy como Lonny Castigan
- Joey Diaz como Charlie Brooks
- Francis Cronin como Danny Clogan
- Solomon Hughes como Ford Holden

## Producción
En mayo de 2023, Kevin James fue elegido para el papel principal en la película. Guns Up se filmó en Nueva Jersey de junio a julio de 2023. La película fue producida por Millennium Media. James realizó sus propias acrobacias durante el rodaje.
Durante la Huelga del Sindicato de Guionistas de Estados Unidos de 2023, el director y guionista Edward Drake realizó cambios en el guion de la película, alegando que estaban relacionados con su labor como director, no como guionista. Debido a las normas del Sindicato de Directores de Estados Unidos, prohibidas por el Sindicato de Escritores, Drake fue finalmente expulsado del sindicato tras una audiencia disciplinaria en mayo de 2024.

## Estreno
En febrero de 2025, Vertical adquirió los derechos de distribución en cines de Estados Unidos, Reino Unido e Irlanda de Guns Up de Millennium. La película se estrenó en cines en Estados Unidos el 18 de julio de 2025.